# 위안소

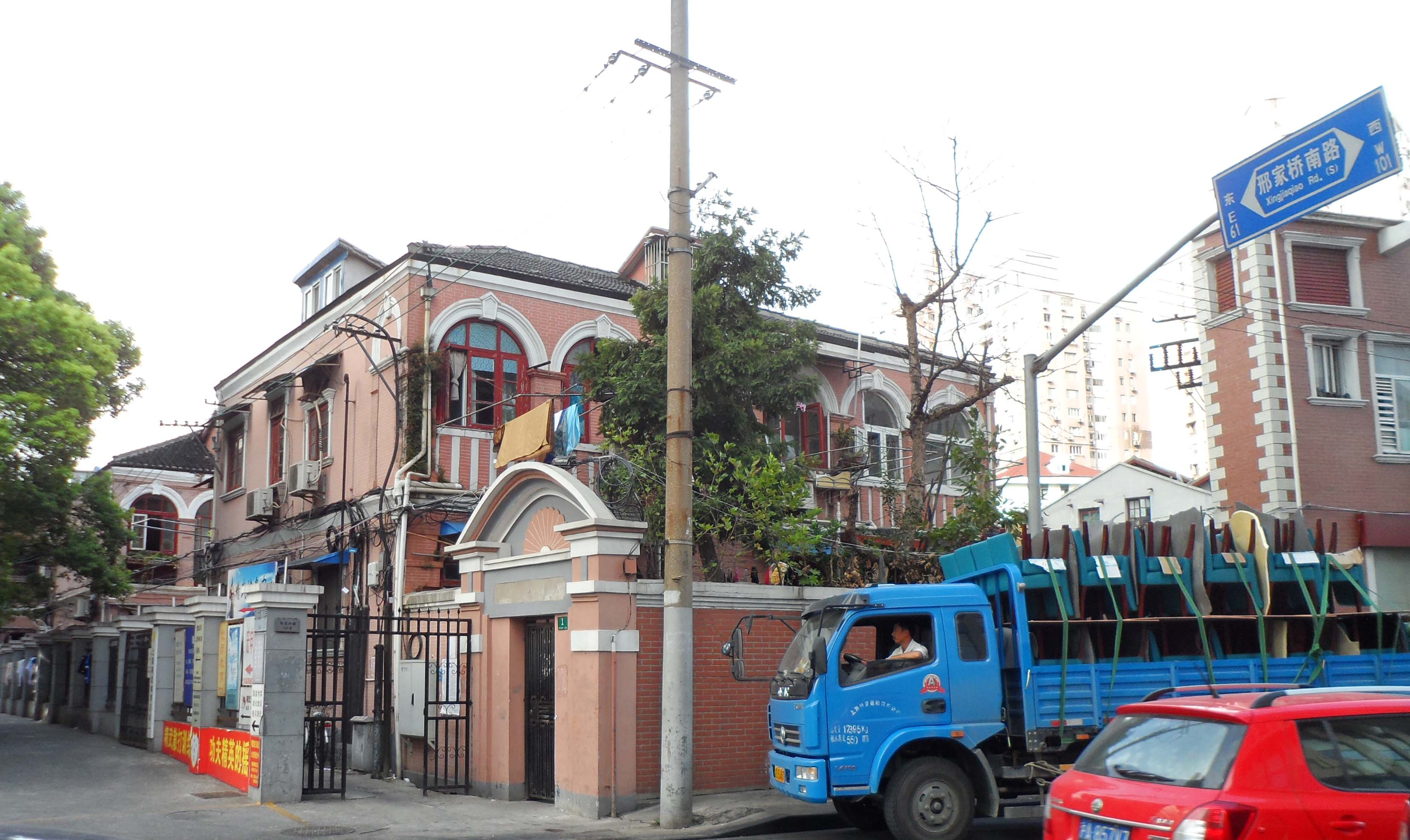
상하이의 일본군 위안소였던 건물

위안소(慰安所)는 군과 국가가 군인과 군속을 대상으로 설립하여 군정이 경영을 감독하고 감사한 시설을 말한다. 군위안소로 끌려가 군인들의 성노예 생활을 강요받은 여성을 위안부라고 하지만 이는 강제로 성노예 생활을 해야했던 여성들의 실상을 감추려고 일본이 만든 용어이며, 일본군 성노예라는 용어로 바로 잡아야 한다. UN 등 국제기구를 포함한 영어권에서는 일본에 의한 성노예가 쓰이고 있다.